# Emmanuelle Béart

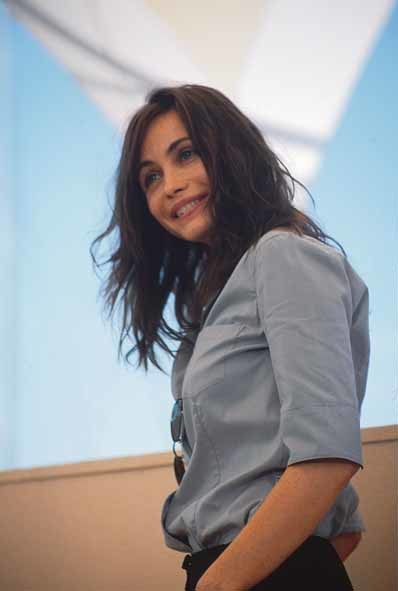
Emmanuelle Béart te Cannes in 2000

Emmanuelle Béart (Saint-Tropez, 14 augustus 1963) is een Franse actrice. Ze won in 1987 een César voor beste vrouwelijke bijrol voor het drama Manon des sources. Daarnaast ontving ze nog zeven andere nominaties voor een César.

## Biografie
Emmanuelle Béart is de dochter van de actrice Geneviève Galéa en de chansonnier Guy Béart. Ze woonde samen met haar broers en zussen op een boerderij in Gassin. Op haar 13e zag ze de film Mado. Vanaf dat moment wilde ze actrice worden. 
Jaren erna werd ze door haar ouders naar Montreal in Canada gestuurd om Engels te leren. Terug in Frankrijk speelde ze haar eerste rol in de televisieserie Raison perdue (1984). 
Haar internationale doorbraak in 1986 had ze te danken aan de vertolking van de titelrol in Manon des sources, een drama naar het tweede deel van de roman L'eau des collines (1964) van Marcel Pagnol. Ook in de jaren daarna bleef ze meespelen in diverse films, waar vaak veel bloot in te zien was. Ze had een rol in Mission Impossible uit 1996 met tegenspelers als Tom Cruise en Jon Voight. In François Ozons musical 8 femmes (2002) speelde ze een sensueel kamermeisje, met onder anderen Isabelle Huppert, Catherine Deneuve en Fanny Ardant als haar tegenspeelsters. In Nathalie (2003) speelde ze een prostituee, met Fanny Ardant en Gérard Depardieu als haar tegenspelers.
Tijdens de opnamen in 1984 van L'Amour en douce van Edouard Molinaro ontmoette ze Daniel Auteuil met wie ze 10 jaar samenleefde. In 1992 kregen ze een dochter.
In 2023 onthulde ze in de documentaire Un silence si bruyant (Een zo luidruchtige stilte) dat ze tussen haar tiende en veertiende het slachtoffer was van incest.

## Filmografie (ruime selectie)
| - 1972 - La Course du lièvre à travers les champs (René Clément) - 1976 - Demain les mômes (Jean Pourtalé) - 1983 - Premiers Désirs (David Hamilton) - 1984 - Un amour interdit (Jean-Pierre Dougnac) - 1985 - L'Amour en douce (Edouard Molinaro) - 1986 - Manon des sources (Claude Berri): Manon - 1987 - Date with an Angel (Tom McLoughlin) - 1988 - A gauche en sortant de l'ascenseur (Edouard Molinaro) - 1989 - Les Enfants du désordre (Yannick Bellon) - 1990 - Il viaggio di Capitan Fracassa (Ettore Scola) - 1991 - J'embrasse pas (André Téchiné) - 1991 - La Belle Noiseuse (Jacques Rivette) - 1991 - Le bateau de Lu (Christine Citti) (korte film) - 1992 - Un cœur en hiver (Claude Sautet) - 1993 - Rupture(s) (Christine Citti) - 1994 - L'Enfer (Claude Chabrol): Nelly - 1995 - Nelly et Monsieur Arnaud (Claude Sautet) - 1995 - Une femme française (Régis Wargnier) - 1996 - Le Dernier Chaperon rouge (Jan Kounen) (korte film) - 1996 - Mission: Impossible (Brian De Palma) - 1998 - Voleur de vie (Yves Angelo) | - 1997 - Don Juan (Jacques Weber) - 1999 - Le Temps retrouvé (Raúl Ruiz) - 1999 - Elephant Juice (Sam Miller) - 1999 - La Bûche (Danièle Thompson) - 2000 - Les Destinées sentimentales (Olivier Assayas) - 2001 - Voyance et manigance (Éric Fourniols) - 2001 - La Répétition (Catherine Corsini) - 2002 - 8 femmes (François Ozon): Louise - 2002 - Searching for Debra Winger (Rosanna Arquette) - 2003 - Histoire de Marie et Julien (Jacques Rivette) - 2003 - Nathalie... (Anne Fontaine): Nathalie/Marlène - 2003 - Les Égarés (André Téchiné): Odile - 2004 - A boire (Marion Vernoux) - 2005 - Un fil à la patte (Michel Deville) - 2005 - L'Enfer (Danis Tanović): Sophie - 2006 - Un crime (Manuel Pradal) - 2007 - Les témoins (André Téchiné): Sarah - 2008 - Disco (Fabien Onteniente) - 2008 - Vinyan (Fabrice Du Welz) - 2014 - Les Yeux jaunes des crocodiles (Cécile Telerman) - 2014 - My Mistress (Stephen Lance) |

## Televisie
- Raison perdue (1984)
- Zacharius (1984)
- La femme de sa vie (1986)
- Marie-Antoinette, reine d'un seul amour (1989)
- D'Artagnan et les trois mousquetaires (2005)

## Nominaties
- César voor beste jong vrouwelijk talent:
  - 1985: Un amour interdit
  - 1986: L'Amour en douce
- César voor beste actrice:
  - 1990: Les Enfants du désordre
  - 1992: La Belle Noiseuse
  - 1993: Un cœur en hiver
  - 1996: Nelly et Monsieur Arnaud
  - 2001: Les Destinées sentimentales